# Liste der Monuments historiques in Angecourt
Die Liste der Monuments historiques in Angecourt führt die Monuments historiques in der französischen Gemeinde Angecourt auf.

## Liste der Objekte
| Bezeichnung                     | Beschreibung            | Standort                       | Kennzeichnung | Schutzstatus | Datum | Bild |
| ------------------------------- | ----------------------- | ------------------------------ | ------------- | ------------ | ----- | ---- |
| Grabstein für Nicolas des Oudet | Marmor, bezeichnet 1760 | in der Kirche St-Médard (Lage) | PM08000023    | Classé       | 1972  |      |